# Suvarna Sahakari Bank
Suvarna Sahakari Bank var en privat indisk kooperativbank som startades av Dnyaneshwar Agashe 1969. Banken är mest anmärkningsvärd eftersom den centrala verksamheten var involverad i ett påstådt bedrägeriärende mellan 2006 och 2008. Bankens misslyckande i en politisk skandal är citeras allmänt idag i den indiska banksektorn.